# 端迪县
端迪县，缅甸仰光省下辖的一个县，同时该县达拉镇区和色枝克瑙托镇区是仰光市的一部分。

## 历史沿革
2022年4月30日，缅甸政府以仰光南县达拉镇区、色枝克瑙托镇区、端迪镇区、高穆镇区和坤仰公镇区新设端迪县。

## 行政区划
端迪县下辖达拉镇区、色枝克瑙托镇区、端迪镇区、高穆镇区、坤仰公镇区5个镇区。